# Napad za zavrnitev storitve
DoS (angleško denial-of-service) ali zavrnitev storitve je proces, ki so ga razvili hekerji okoli leta 2000, svoj razcvet pa je doživel leta 2002, ko so hekerji onesposobili strežnike kot so Amazon.com in Download.com za nekaj ur. DoS se izvaja tako, da heker pošlje tarči veliko količino podatkov določenega protokola (včasih samo na določena vrata). Heker uporablja po navadi protokole UDP, TCP, ICMP, SYN ipd. UDP in TCP sta protokola, ki potekata preko vsakih vrat v našem računalniku, ICMP protokol je za odmev, pošiljanje samo SYN del TCP paketkov pa zelo primeren za Server DoS. Torej zavrnitev storitve poteka takrat, kadar 1 računalnik pošlje določeno kapaciteto podatkov, določenega protokola v vrata ali na celotno povezavo določenega računalnika. Po navadi so prvi znaki DoS napada upočasnjena miška in počasnejše delovanje interneta, rezultati pa so odklop (disconnect) in včasih tudi samodejen ponoven zagon računalnika.
Podoben napad je tudi DDoS (distributed denial-of-service) ali porazdeljena zavrnitev storitve. Pri tem napadu se zelo podobno dogaja kot pri DoSu, samo da je pri DDoSu različno naslednje. Heker ima podračunalnike imenovane »DoS boxe« ali »zombije«, ki sledijo hekerskim ukazom. Po navadi si je heker te računalnike pridobil z vdorom ali pa ima legalen dostop do njih. Heker sporoči svojim DoS računalnikom z določenimi ukazi, ali pa kar s programom (TFN - Tribe flood Network) naj napadejo z določeno kapaciteto podatkov tarčo. Pri tem napadu je podatkov bistveno več kot pri DoSu saj več računalnikov pošlje več podatkov kot eden.